# الحسنة (مركز)
مركز الحسنة، مركز إداري مصري. يقع في محافظة شمال سيناء الواقعة في جمهورية مصر العربية. القاعدة الإدارية للمركز هي مدينة الحسنة. ويعتبر مركز الحسنة تابعه لقبيلة التياها وهي من أقدم القبائل في سيناء،

## التقسيم الإداري
عاصمة المركز هي مدينة الحسنة ويتبع المركز عدد 21 قرية هي: 
- الجدى
- الحمة
- الجفجافة.
- الريسان.
- الغرقدة
- المغارة
- المفارق
- المنجم
- بغداد
- أقرية
- المليز
- وادى العمرو
- الكيلو 64 (الوفاء)
- القسيمة
- المغفر
- المقضبة
- المنبطح
- أم قطف
- أم شيحان
- بئر بدا
- عرب بلى
- الطاسة

## أهم المعالم
- منجم فحم المغارة.
- سد الروافعة.
- عين الجديرات وواحتها الطبيعية.
- عين قديس.
- المحاجر والمناجم للثروة المعدنية بالمحافظة.
- ممر الختمية.
- ممر الجدى.
- مطار المليز.
- منطقه الصناعات الثقيلة.
- منفذ العوجة.